# طحلب (جنس)
طحلب هو جنس من أجناس الطحالب الخضراء وحيد الخلية، هلالى أو مستطيل الشكل يفتقر إلى الأشواك. يوجد منه بعض الأنواع مستقيمة تماما وتشبه الإبرة، بينما البعض الآخر أعرض من ذلك مع نهايات مقوسة. تنقسم خلية طحلب إلى نصفين متماثلين. في كل نصف خلية يوجد محور واحد وكلوروبلاست ومراكزعديدة لتكوين النشا. و يوجد في وسط خلية هذا الطحلب نواة، أما في أطراف الخلية يوجد حويصلات تحتوى على بلورات من كبريتات الكالسيوم أو الباريوم تتحرك حركات عشوائية.